# Алессандро Маріотті
Алесса́ндро Маріо́тті (італ. Alessandro Mariotti; 5 листопада 1998) — сан-маринський гірськолижник. Єдиний представник Сан-Марино на зимових Олімпійських іграх 2018 року у Пхьончхані. Також брав участь у зимових юнацьких Олімпійських іграх 2016 року.